# Antoine Mazairac
Antonius Hendrikus „Antoine” Mazairac (ur. 24 maja 1901 w Roosendaal, zm. 11 września 1966 w Dortmundzie) – holenderski kolarz torowy, wicemistrz olimpijski oraz czterokrotny medalista mistrzostw świata.

## Kariera
Pierwszy sukces w karierze Antoine Mazairac osiągnął w 1921 roku, kiedy został mistrzem kraju w sprincie indywidualnym amatorów. W tej samej konkurencji zdobył srebrny medal w tej samej konkurencji na rozgrywanych dwa lata później mistrzostwach świata w Zurychu, ulegając jedynie Francuzowi Lucienowi Michardowi. Drugi był także na mistrzostwach świata w Amsterdamie w 1925 roku, a podczas mistrzostw w Mediolanie w 1926 roku był trzeci. Kolejny medal w sprincie zdobył na igrzyskach olimpijskich w Amsterdamie, zajmując drugie miejsce za Francuzem Rogerem Beaufrandem, a przed Duńczykiem Willym Falckiem Hansenem. Ostatnie trofeum zdobył na mistrzostwach świata w Zurychu w 1929 roku, gdzie w sprincie amatorów zdobył złoty medal. Ponadto czterokrotnie zdobywał medale torowych mistrzostw kraju (1921, 1925, 1927 i 1929).